# جبل تابواي-أو-وينوكو
جبل تابواي-أو-وينوكو هي أعلى قمة في شمال شرق الجزيرة الجنوبية بنيوزيلندا. يبلغ ارتفاعه 2885 مترًا (9465 قدمًا) وهو أعلى جبل في نيوزيلندا خارج السلاسل الرئيسية لجبال الألب الجنوبية، كما أنه أطول من جبل روابيهو، أعلى قمة في الجزيرة الشمالية، بأكثر من 80 مترًا.
ظهرت صورة الجبل على الأوراق النقدية بقيمة 20 دولار نيوزيلندي بين عامي 1992 و2014.